# Le seduttrici
Le seduttrici (A Good Woman) è un film del 2004 diretto da Mike Barker.
Il film, interpretato da Scarlett Johansson e Helen Hunt ed ambientato ad Atrani e Amalfi, è un adattamento cinematografico de Il ventaglio di Lady Windermere di Oscar Wilde.

## Trama
New York, anni trenta. La signora Erlynne, reduce da due matrimoni, femme fatale dell'alta società, è messa in condizioni di abbandonare la città per l'ostracismo delle innumerevoli mogli esasperate dai tradimenti dei mariti. Così, vende i propri beni per pagarsi un viaggio ad Atrani (SA) e Amalfi (SA), dove nella stagione estiva è pieno di ricconi di ogni tipo sui quali mettere gli occhi.
Giunta in Italia, la donna irretisce subito il giovane americano Robert Windermere con il quale viene vista sovente incontrarsi in segreto. La cosa fa immaginare che tra i due sia nata una relazione della quale tutti sembrano essere al corrente tranne la fresca sposa, Lady Meg Windermere. Questa è a sua volta insidiata da un amico di Robert, Lord Darlington, che insinuandole il dubbio la porta a guardare il libretto degli assegni del marito, nel quale c'è traccia di innumerevoli pagamenti alla signora Erlynne. Proprio il giorno della festa di compleanno di Lady Windermere tutti i nodi vengono al pettine.
La giovane donna, convinta che il marito la tradisca con Lady Erlynne, si prepara a tradirlo con Lord Darlington. Ma Lady Erlynne, che in realtà è la mamma di Meg, che lei crede morta, riesce a rimediare a tutto il pasticcio creato, a spese del suo stesso fidanzamento con il maturo Lord Augustus, ricchissimo e a sua volta divorziato. La donna restituisce anche l'ultimo assegno di Robert che per amore della moglie ha pagato la mamma di lei perché non si palesasse, turbando un equilibrio faticosamente raggiunto. Salutata amorevolmente la figlia, dopo aver spiegato tutto il malinteso, si fa da parte senza rivelare la sua vera identità.
Quando è già sull'aereo, scopre che Lord Augustus l'ha seguita. Questi le consegna il ventaglio che la figlia ha dato al ricco inglese, raccontandogli tutta la verità che la scagionava sulla rottura del fidanzamento. I due partono così per una meta ignota, per rifarsi una vita, felici, insieme.

## Altre versioni
Questo è il quarto adattamento cinematografico della commedia in quattro atti di Oscar Wilde Il ventaglio di Lady Windermere del 1892. I precedenti sono:
- Lady Windermere's Fan, diretto da Fred Paul (1916)
- Il ventaglio di Lady Windermere (Lady Windermere's Fan), diretto da Ernst Lubitsch (1925)
- Il ventaglio (The Fan), diretto da Otto Preminger (1949)

### Differenze
La commedia si svolge nell'arco di 24 ore e tutta nella Londra della fine Ottocento. A parte l'ambientazione e i tempi più dilatati, il film segue con precisione la trama della commedia originale.

## Distribuzione
La pellicola è uscita nel Regno Unito il 13 maggio 2005, negli Stati Uniti d'America il 3 febbraio 2006, e in Italia il 1º settembre dello stesso anno.